# Elementary (serie televisiva)
Elementary è una serie televisiva statunitense di genere giallo poliziesco, trasmessa negli Stati Uniti per sette stagioni sulla CBS dal 27 settembre 2012 al 15 agosto 2019. In Italia è stata trasmessa in chiaro su Rai 2 e a pagamento su Fox Crime.
La serie è basata su una rilettura in chiave moderna del personaggio di Sherlock Holmes di sir Arthur Conan Doyle, riambientando a New York le indagini del celebre investigatore, interpretato da Jonny Lee Miller con Lucy Liu nei panni della versione femminile di Watson.

## Trama
Dopo essere stato per anni consulente per Scotland Yard, in Gran Bretagna, e dopo essere uscito da una clinica per disintossicarsi dalle droghe, Sherlock Holmes si stabilisce negli Stati Uniti, a New York, dove accetta di collaborare con la polizia e risolvere diversi casi con l'aiuto della logica e del suo intuito. Il detective è affiancato, inizialmente suo malgrado, dall'ex chirurgo Joan Watson, la sua terapista di riabilitazione, che diventa in seguito sua assistente investigativa.
A coadiuvare le indagini per conto del New York City Police Department sono il capitano Thomas Gregson (ispirato all'ispettore Tobias Gregson che compare in alcuni libri di Arthur Conan Doyle) e il detective Marcus Bell.

## Episodi
| Stagione         | Episodi | Prima TV USA | Prima TV Italia |
| ---------------- | ------- | ------------ | --------------- |
| Prima stagione   | 24      | 2012-2013    | 2013            |
| Seconda stagione | 24      | 2013-2014    | 2014-2015       |
| Terza stagione   | 24      | 2014-2015    | 2015            |
| Quarta stagione  | 24      | 2015-2016    | 2016-2017       |
| Quinta stagione  | 24      | 2016-2017    | 2017-2018       |
| Sesta stagione   | 21      | 2018         | 2018-2019       |
| Settima stagione | 13      | 2019         | 2019            |

## Personaggi e interpreti

### Personaggi principali
- Sherlock Holmes (stagioni 1-7), interpretato da Jonny Lee Miller, doppiato da Gianfranco Miranda.
- Joan Watson (stagioni 1-7), interpretata da Lucy Liu, doppiata da Barbara De Bortoli.
- Thomas Gregson (stagioni 1-7), interpretato da Aidan Quinn, doppiato da Fabrizio Pucci.
- Marcus Bell (stagioni 1-7), interpretato da Jon Michael Hill, doppiato da Gianluca Crisafi.
- Morland Holmes (stagione 4; guest star stagioni 6-7), interpretato da John Noble, doppiato da Angelo Nicotra.
- Shinwell Johnson (stagione 5), interpretato da Nelsan Ellis, doppiato da Fabrizio Vidale.
- Michael Rowan (stagione 6), interpretato da Desmond Harrington, doppiato da Alessandro Quarta.
- Odin Reichenbach (stagione 7), interpretato da James Frain, doppiato da Simone D'Andrea.

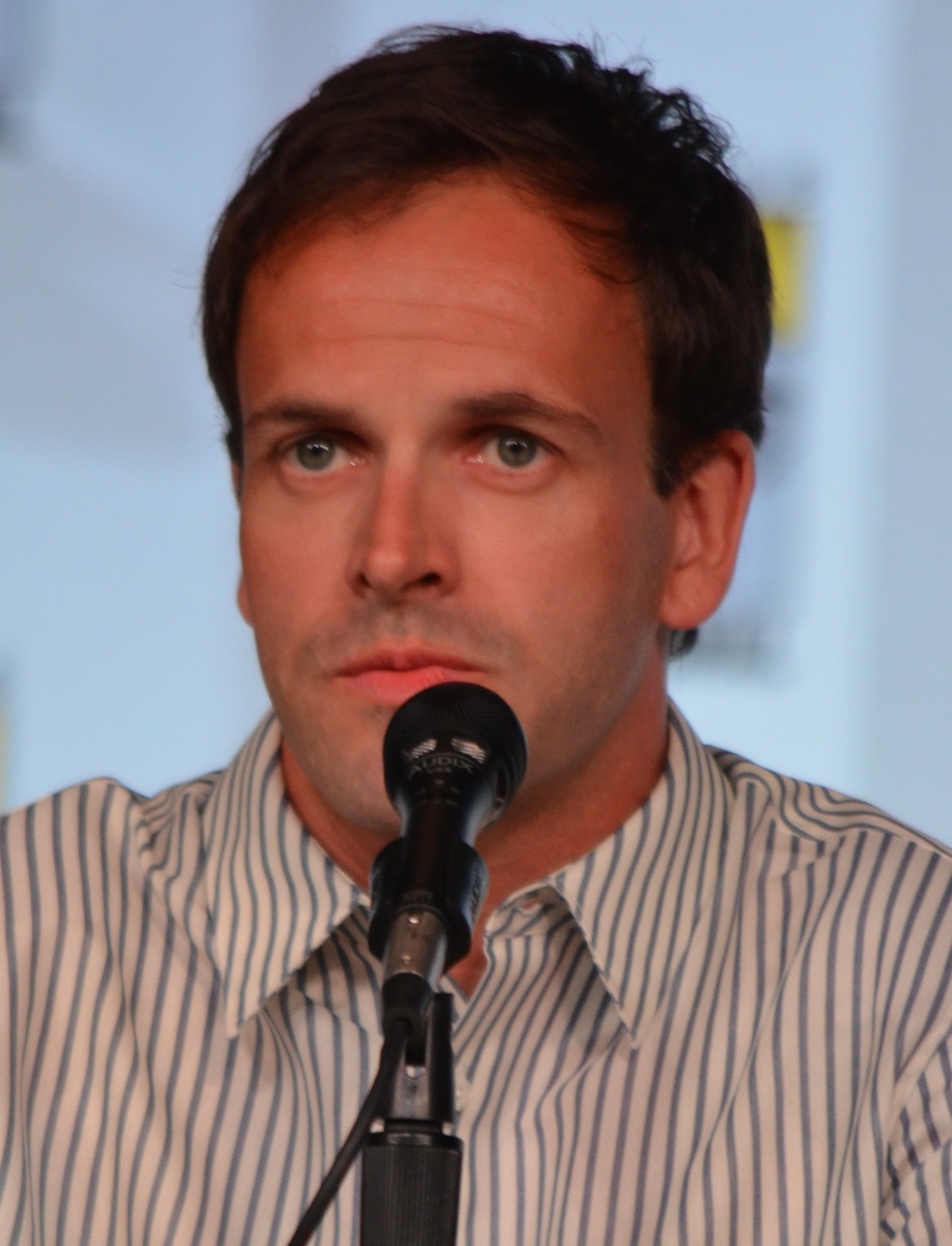
Jonny Lee Miller interpreta Sherlock Holmes
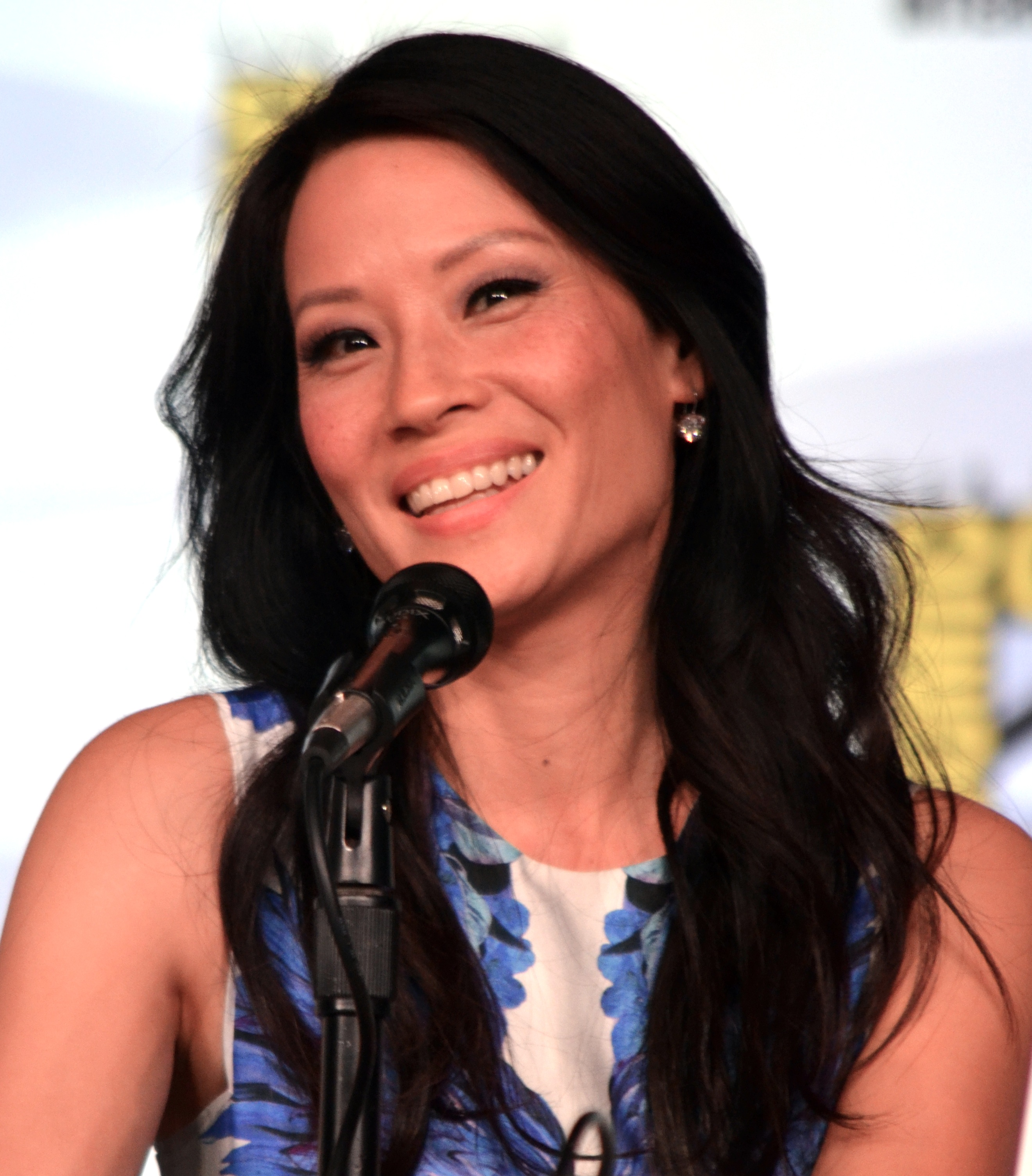
Lucy Liu interpreta Joan Watson
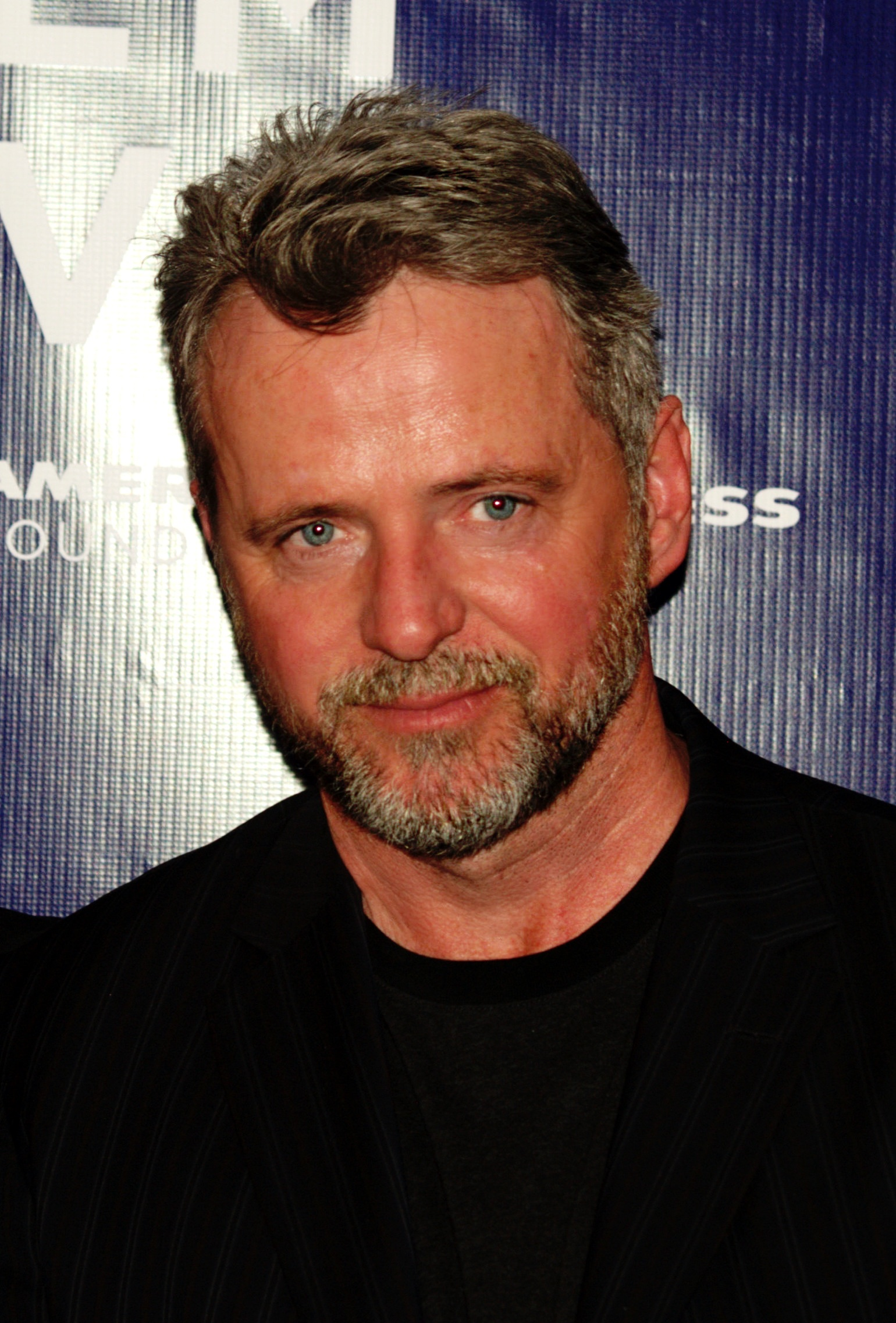
Aidan Quinn interpreta Thomas Gregson
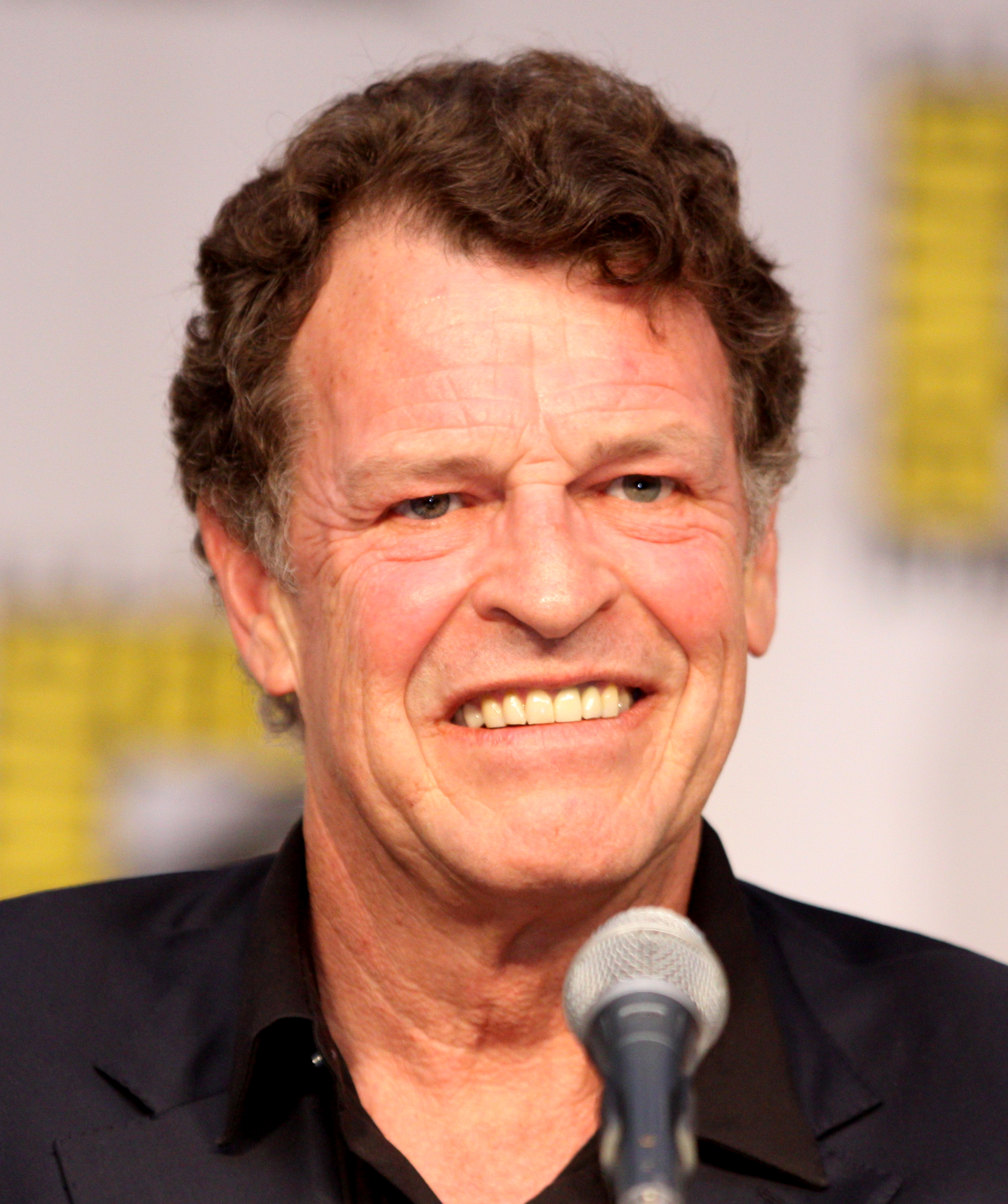
John Noble interpreta Morland Holmes
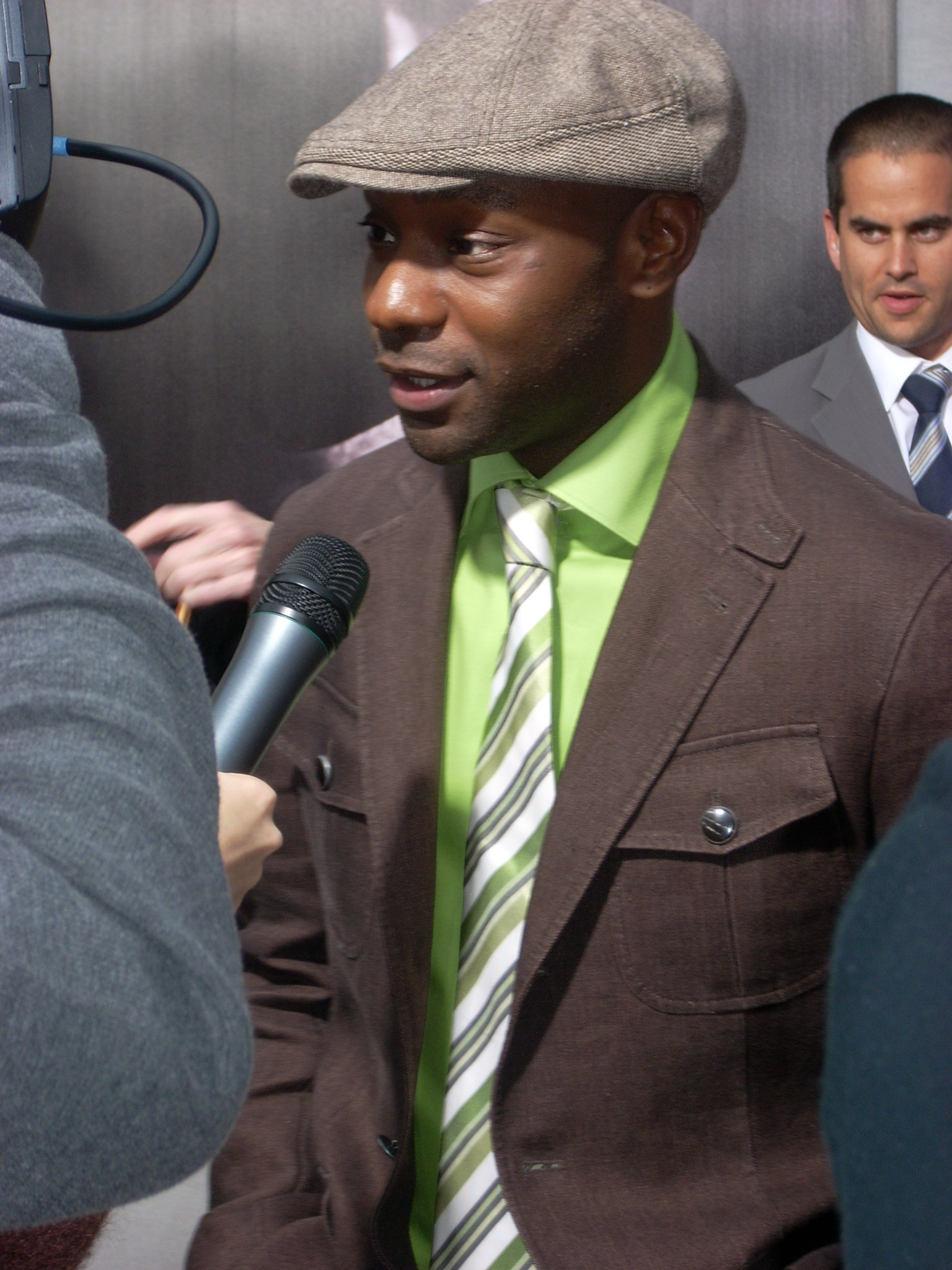
Nelsan Ellis interpreta Shinwell Johnson
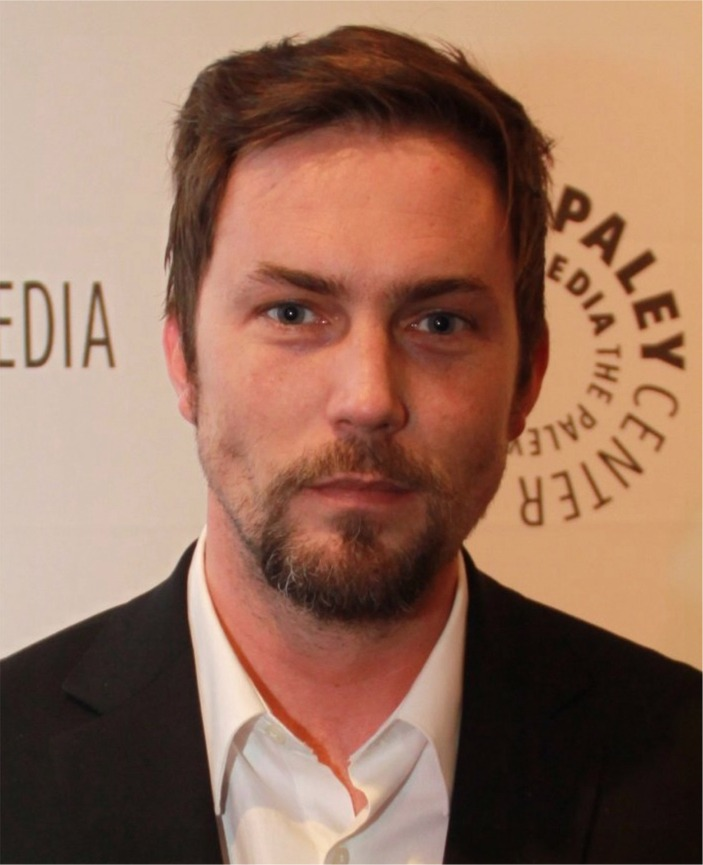
Desmond Harrington interpreta Michael Rowan
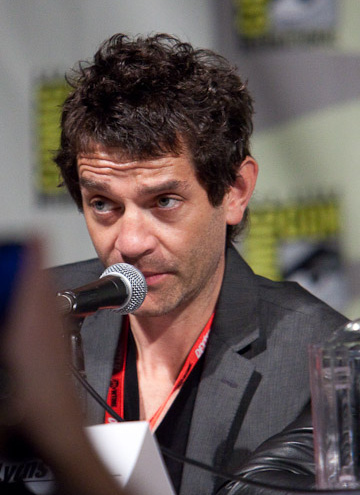
James Frain interpreta Odin Reichenbach

### Personaggi ricorrenti
- Irene Adler/Jamie Moriarty (stagioni 1-2), interpretata da Natalie Dormer, doppiata da Valentina Mari.
- Alfredo Llamosa (stagioni 1-4, 6), interpretato da Ato Essandoh, doppiato da Marco Foschi.
- Ms. Hudson (stagioni 1-3), interpretata da Candis Cayne.
- Mycroft Holmes (stagione 2), interpretato da Rhys Ifans, doppiato da Mario Cordova.
- Ispettore Lestrade (stagione 2), interpretato da Sean Pertwee, doppiato da Pasquale Anselmo.
- Dr. Eugene Hawes (stagioni 2-7), interpretato da Jordan Gelber.
- Katheryn "Kitty" Winter (stagioni 3, 5, 7), interpretata da Ophelia Lovibond, doppiata da Letizia Ciampa.
- Fiona "Mittens" Helbron (stagioni 4-5), interpretata da Betty Gilpin.

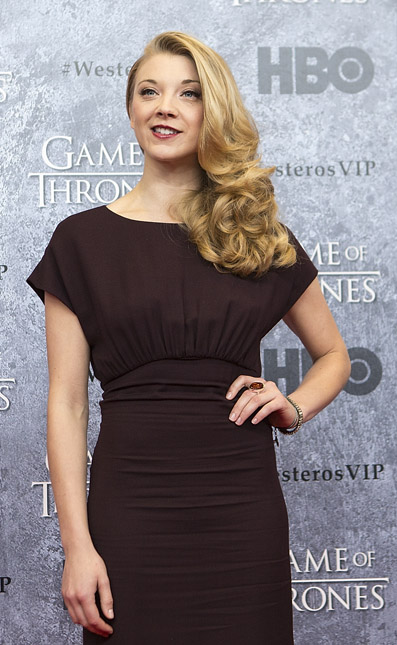
Natalie Dormer interpreta Irene Adler/Jamie Moriarty
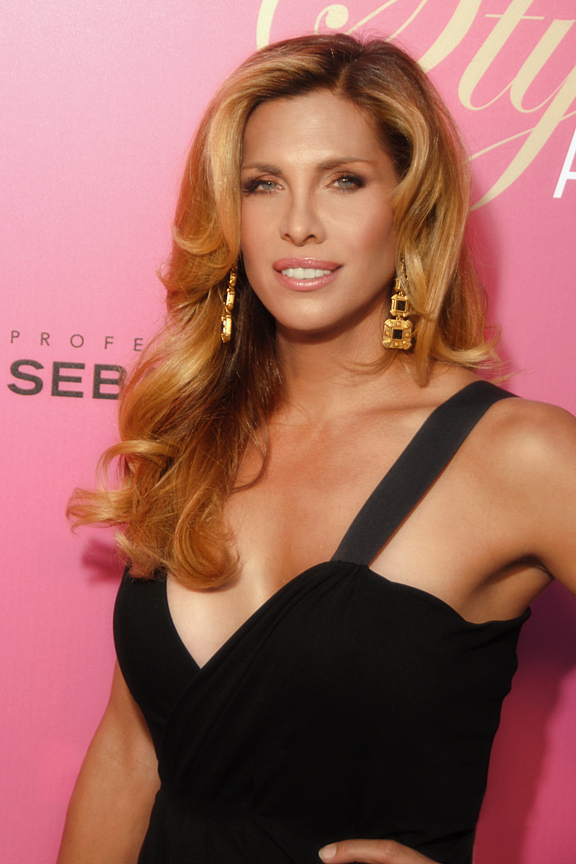
Candis Cayne interpreta Ms. Hudson
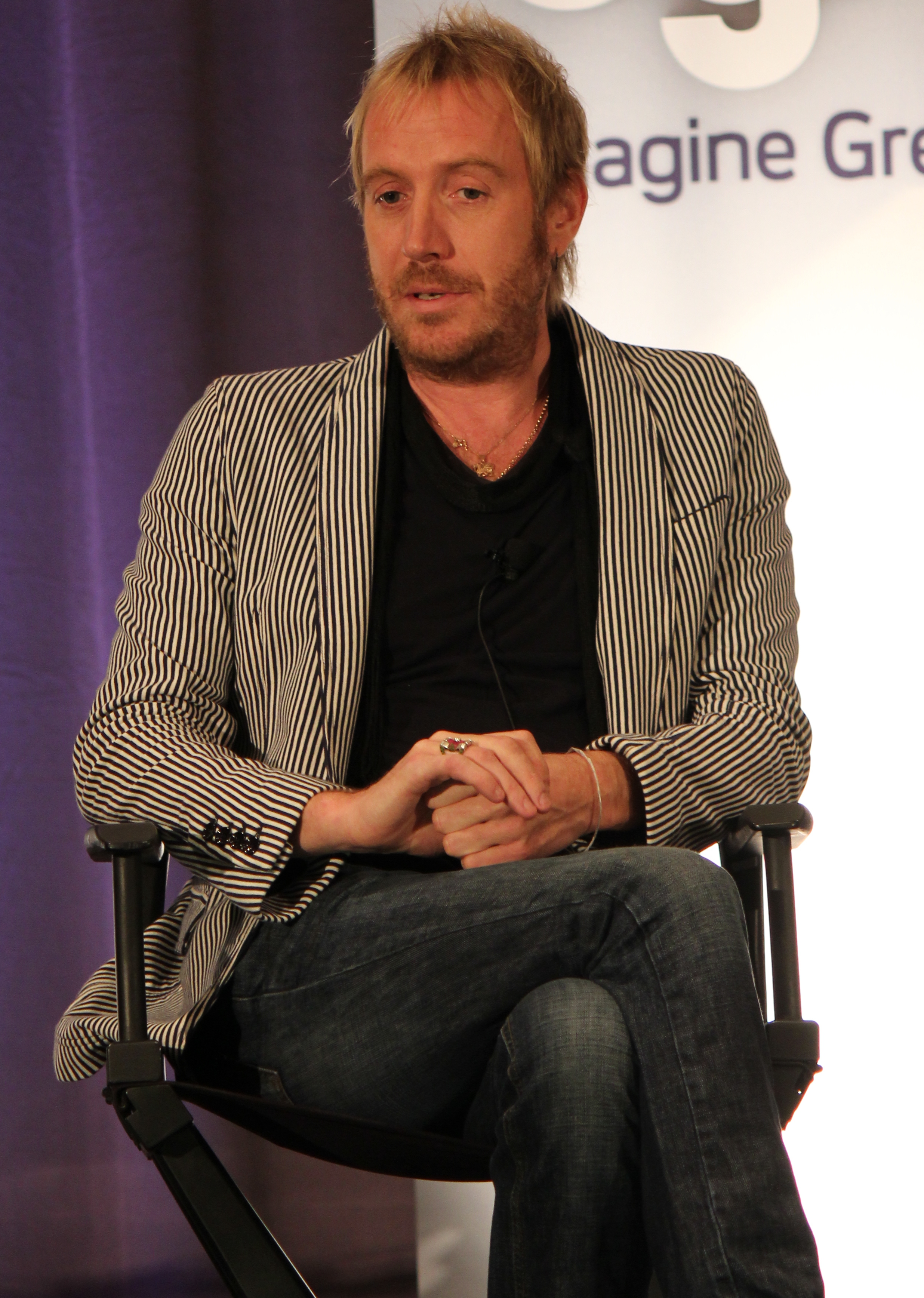
Rhys Ifans interpreta Mycroft Holmes
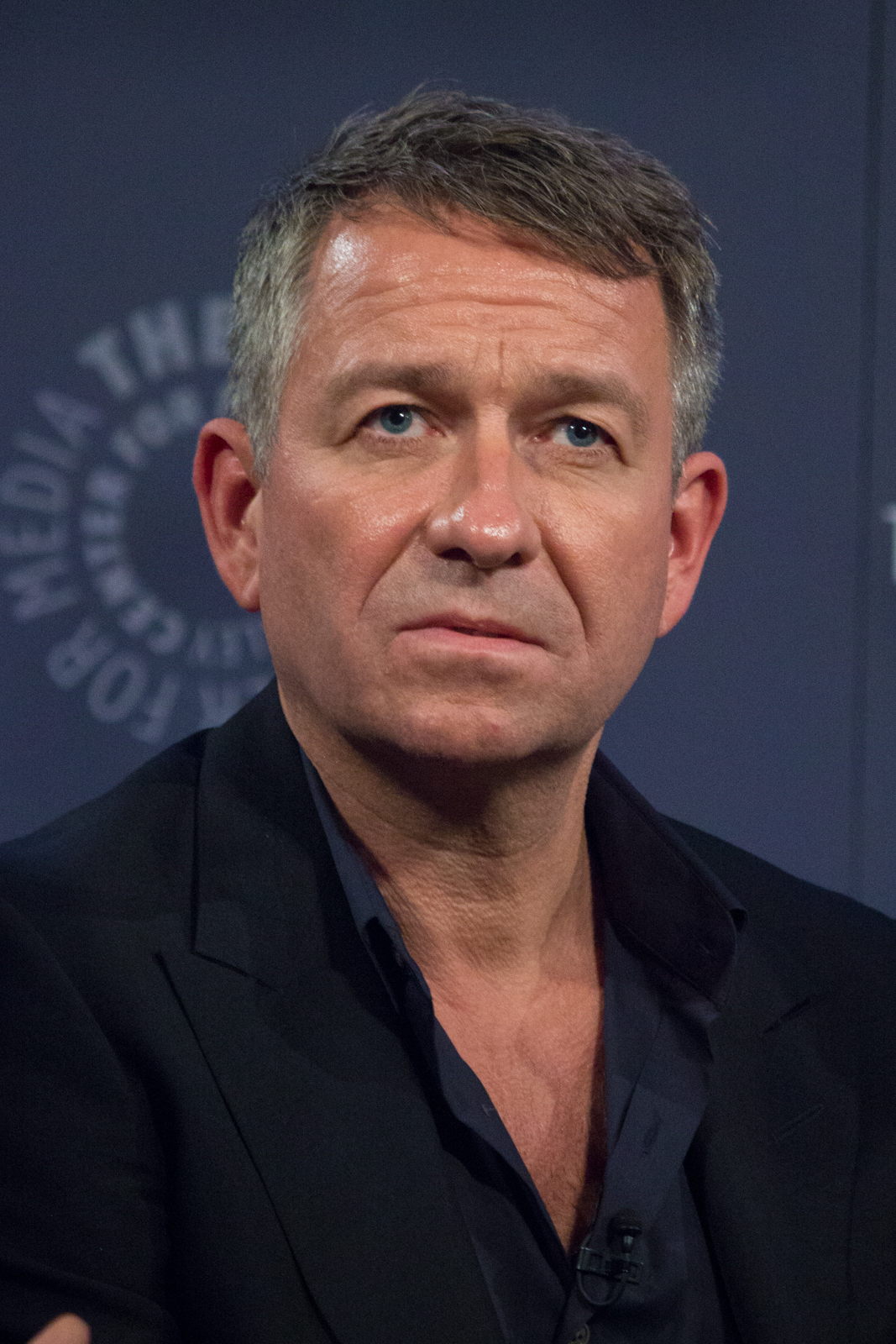
Sean Pertwee interpreta l'ispettore Lestrade
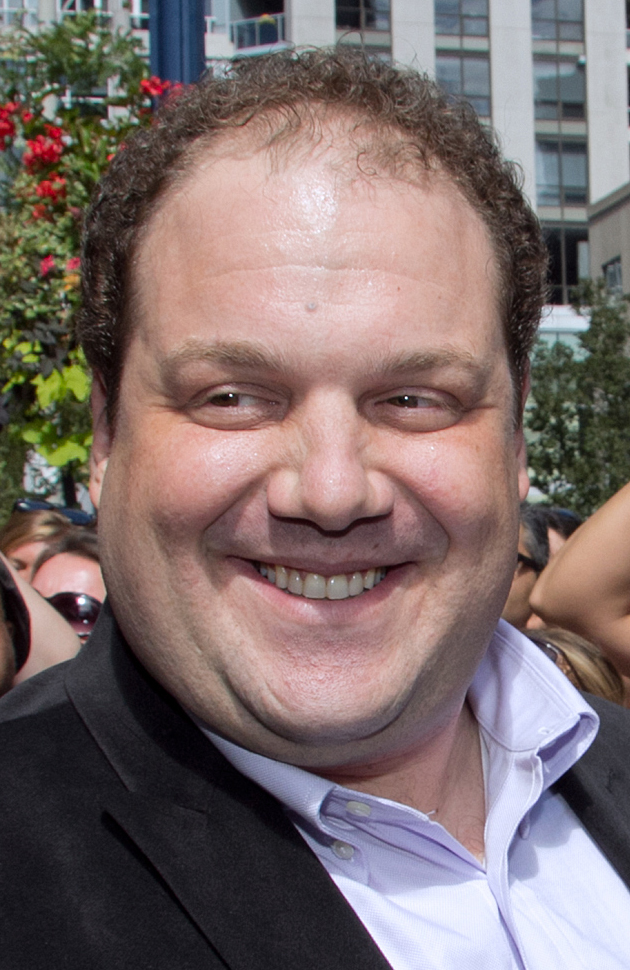
Jordan Gelber interpreta il dr. Eugene Hawes

## Produzione
La serie è stata ideata da Rob Doherty, che è anche produttore esecutivo e showrunner, con Sarah Timberman e Carl Beverly come produttori esecutivi. L'episodio pilota è diretto da Michael Cuesta, anch'egli tra i produttori esecutivi della serie. Il 23 ottobre 2012, la CBS ha ordinato nove episodi aggiuntivi, per un totale così di 22 episodi; il 14 novembre 2012 la CBS ha ordinato la produzione di altri due episodi, portando la prima stagione della serie a 24 episodi complessivi.
Il 27 marzo 2013, grazie ai buoni ascolti ottenuti dalla prima stagione, la serie è stata rinnovata per una seconda stagione.
Alla fine di gennaio 2014 il canale a pagamento WGN America ha comprato i diritti di trasmissione di Elementary per un valore che ammonta ad almeno 1 milione di dollari a episodio; la trasmissione sulla rete via cavo è iniziata nell'autunno 2015.
Il 13 marzo 2014 la CBS ha rinnovato la serie per una terza stagione; l'11 maggio 2015 per una quarta; il 25 marzo 2016 per una quinta, sempre da 24 episodi. Il 13 maggio 2017 la serie è stata rinnovata anche per una sesta stagione, composta da 21 episodi e trasmessa dal 30 aprile 2018. Successivamente, il 12 maggio 2018, CBS ha rinnovato la serie per una settima stagione. Il 17 dicembre 2018 il canale ha annunciato che la settima stagione sarebbe stata l'ultima.